# La Pernía
La Pernía és un municipi de la província de Palència a la comunitat autònoma de Castella i Lleó (Espanya). Comprèn dotze pedanies:
- Areños,
- Camasobres,
- El Campo,
- Casavegas,
- Lebanza,
- Lores,
- Los Llazos,
- Piedrasluengas,
- San Juan de Redondo,
- San Salvador de Cantamuda, capital municipal,
- Santa María de Redondo i
- Tremaya.

## Demografia
| 1991 | 1996 | 2001 | 2004 |
| ---- | ---- | ---- | ---- |
| 539  | 493  | 447  | 440  |